# Friedrich Gottlieb Canzler
Friedrich Gottlieb Canzler (* 25. Dezember 1764 in Wolgast; † 27. Januar 1811 in Greifswald) war ein deutscher Nationalökonom, Historiker und Geograph, der als Privatdozent beziehungsweise als Professor an den Universitäten Göttingen und Greifswald wirkte.

## Leben
Friedrich Gottlieb Canzler wurde 1764 in Wolgast geboren und absolvierte die Schule in seiner Heimatstadt sowie von 1781 bis 1783 das Sundische Gymnasium in Stralsund. Anschließend studierte er an der Universität Göttingen Geschichte, Geographie, Statistik und die schwedische Sprache. Nach dem Ende seines Studiums wurde er in Göttingen auch promoviert sowie habilitiert, und wirkte als Privatdozent für Geschichte, Geographie, Statistik und Kameralistik.
Darüber hinaus gab er in Göttingen von Juli 1789 bis Februar 1791 die „Allgemeine politische Staatenzeitung für alle Stände“ heraus, für die er eine eigene Universitäts- und Zeitungsdruckerei betrieb, und gründete 1797 ein „Akademisches Lese-Museum“. Zwei Jahre später wurde er als Professor für Statistik, Staatsökonomie, Cameral-, Finanz- und Commerz-Wissenschaften an die Universität Greifswald berufen, an der er bis zu seinem Tod 1811 wirkte.
Verheiratet war Friedrich Gottlieb Canzler ab 1809 mit Wilhelmina Maria Florentina Brüggemann, einer Schwester des Stralsunder Landschaftsmalers und Zeichenlehrers Johann Wilhelm Brüggemann. Sein ältester Sohn Rechtlieb Friedrich Biedermann Canzler (* 1805; † 7. September 1866) war Conrektor am Greifswalder Stadtgymnasium, wo er Mathematik und Physik unterrichtete.

## Werke (Auswahl)
- Neues Magazin für die neuere Geschichte, Erd- und Völkerkunde. Leipzig 1790
- Englische Sprachlehre für Deutsche. Göttingen 1796
- Allgemeines Literaturarchiv für Geschichte, Geographie und Statistik. Leipzig 1792–1795 (als Herausgeber)
- Karte vom fünften Erdtheil oder Polynesien oder Australien od. Südindien. Nürnberg 1795, 1805 und 1806 (sowie 1813 mit Korrekturen durch Christian Gottlieb Reichard)
- Vorder-Indien oder Hindostan oder auch Ostindien disseits des Ganges. Nürnberg 1804